# Gwenola
Gwenola est un prénom d'origine celtique.
- Étymologie celtique : De gwenn, blanc.

## Fête
- 3 mars : voir Saint Guénolé

## Prénoms dérivés
- Gwenolé, Guénolé, Guignolet, Guingalois, Gwenael,Gwendoline, Guenola.